# هاتینا
هاتینا (انگلیسی: Hatena) شرکت نرم‌افزار ژاپنی است، که در سال ۲۰۰۱ تأسیس شد.